# Ресігя
Ресігя (рум. Resighea) — село у повіті Сату-Маре в Румунії. Входить до складу комуни Пішколт.
Село розташоване на відстані 457 км на північний захід від Бухареста, 49 км на південний захід від Сату-Маре, 134 км на північний захід від Клуж-Напоки.

## Населення
За даними перепису населення 2002 року у селі проживали 469 осіб.
Національний склад населення села:
| Національність | Кількість осіб | Відсоток |
| -------------- | -------------- | -------- |
| румуни         | 384            | 81,9%    |
| угорці         | 73             | 15,6%    |
| цигани         | 5              | 1,1%     |

Рідною мовою назвали:
| Мова      | Кількість осіб | Відсоток |
| --------- | -------------- | -------- |
| румунська | 379            | 80,8%    |
| угорська  | 89             | 19,0%    |